# Prisahypnus
Prisahypnus is een geslacht van kevers uit de familie  
kniptorren (Elateridae).
Het geslacht is voor het eerst wetenschappelijk beschreven in 1979 door Stibick.

## Soorten
Het geslacht omvat de volgende soorten:
- Prisahypnus attenuatus (Broun, 1893)
- Prisahypnus frontalis (Sharp, 1877)